# Sociedade Esportiva e Recreativa São José
La Sociedade Esportiva e Recreativa São José est un club brésilien de football basé à Macapá dans l'État de l'Amapá.

## Palmarès
- Championnat de l'État de l'Amapá
  - Champion : 1970, 1971, 1993, 2005, 2006